# Athyrium excelsius
Athyrium excelsius är en majbräkenväxtart som beskrevs av Takenoshin Nakai. Athyrium excelsius ingår i släktet Athyrium och familjen Athyriaceae. Inga underarter finns listade.